# Balan Ridge
Balan Ridge (englisch; bulgarisch хребет Балан chrebet Balan) ist ein bis zu 800 m hoher Gebirgskamm auf der Alexander-I.-Insel westlich der Antarktischen Halbinsel. In den Sofia University Mountains erstreckt er sich in nord-südlicher Ausrichtung über eine Länge von 4,5 km und ist 1,45 km breit. Im Osten ist er durch das Poste Valley, nach Norden durch den Palestrina-Gletscher und nach Westen durch den Josola-Gletscher begrenzt.
Die bulgarische Kommission für Antarktische Geographische Namen benannte ihn 2009 nach dem bulgarischen Philologen, Literaturhistoriker und Bibliographen Alexandar Teodorow-Balan (1859–1959).